# فرانسیس دیزی ایمری آلن
دکتر فرانسیس دیزی امری آلن (۱۸۷۶–۱۹۵۸) یک پزشک پیشگام در فورت ورث، تگزاس بود. او اولین زن فارغ‌التحصیل از کالج پزشکی در ایالت تگزاس و یکی از اولین پزشکان زن بود که در شهرستان تارانت، تگزاس کار می‌کرد.

## اوایل زندگی
فرانسیس دیزی امری در ۵ سپتامبر ۱۸۷۶ در شهرستان کافمن تگزاس متولد شد پدرش جیمز والاس و مادرش الیزابت براون امری بودند. جیمز والاس امری مدرک فوق لیسانس خود را از کالج بودین گرفته بود و در دهه ۱۸۵۰ به شدت طرفدار جنبش لغو برده‌داری در ایالات متحده بود. دیزی چهار ساله که نهمین فرزند از دوازده فرزند بود، به تشویق والدینش اعلام کرد که قصد دارد پزشک بشود. هنگامی که دیزی چهارده ساله بود، خانواده امری به فورت ورث نقل مکان کردند. او در مدارس دولتی فورت ورث تحصیل کرد، پدرش نیز آنجا معلم بود و سرانجام از دبیرستان فورت ورث فارغ‌التحصیل شد.

## آموزش پزشکی و حرفه
دیزی امری در ابتدا درخواست پذیرش از کالج پزشکی دانشگاه فورت ورث کرد و کالج درخواست او را رد کرد، اما او اشاره کرد که هیچ قانونی زنان را به‌طور خاص از تحصیل در مدرسه پزشکی محروم نمی‌کند، در نتیجه سرانجام پذیرفته شد. او در سال ۱۸۹۴ در کلاس چارتر کالج پزشکی فورت ورث (همچنین به نام دانشکده پزشکی فورت ورث و دانشکده پزشکی فورت ورث نیز شناخته می‌شود) پذیرفته شد، آنجا او تنها دانشجوی دختر برای یک سال کامل بود. در سال ۱۸۹۷ با افتخار فارغ‌التحصیل شد و در کلاس متشکل از هفده دانشجو در رتبه دوم قرار گرفت. او اولین زنی بود که از یک کالج پزشکی در تگزاس فارغ‌التحصیل شد
دکتر امری به مدت دو سال در مطب خصوصی در فورت ورث کار کرد و او به یکی از اولین پزشکان زن در شهرستان تارانت تبدیل شد. همچنین به عنوان پزشک ارزیابی کننده زنان متقاضیان بیمه عمر برای شرکت پن متوال (Penn Mutual) کار می‌کرد. در سال ۱۸۹۹ برای تحصیلات تکمیلی به واشینگتن دی سی نقل مکان کرد. او با یکی از خواهران متاهلش در مریلند زندگی می‌کرد در حالی که دوره کارآموزی و رزیدنتی را در بیمارستان زنان و کودکان در واشینگتن گذرانده بود. در آنجا او درگیر حق رای زنان شد، علاقه خود روی جنبش حق رای برای زنان متمرکز کرد، در سخنرانی‌های سوزان بی. آنتونی و دیگر فعالان شرکت کرد و حتی شکوفه‌های خود را دوخت. وی در سال ۱۹۰۱ برای مراقبت از مادرش که از آرتریت روماتوئید رنج می‌برد به تگزاس بازگشت و در کالج پزشکی دالاس مشغول تدریس شد.
در ۳۰ نوامبر ۱۹۰۳، فرانسیس دیزی امری با جیمز والتر آلن، یکی از همکلاسی‌هایش از کالج پزشکی فورت ورث که با او رابطه داشت ازدواج کرد. آلن بومی وایت ستلمنت، تگزاس، در شهرستان تارانت غربی بود. این زوج به وینسون، اوکلاهاما نقل مکان کردند، آنجا والتر آلن یک مطب پزشکی را افتتاح کرده بود، اما زمانی که بیشتر شهر - از جمله خانه آنها - در آتش‌سوزی که توسط گردباد ایجاد شد، سوخت، دوباره مجبور به نقل مکان شدند.
آنها از سال ۱۹۰۴ تا ۱۹۱۰، در شهر کانتنت، در رانلز کانتی، تگزاس، یک مطب با یک داروخانه کوچک در مجاورت خانه خود راه اندازی کردند. محیط روستایی مستلزم ابتکار عمل بود سرویس دهی آنها ابتدا از طریق اسب و کالسکه، سپس دوچرخه، سپس موتور سیکلت و در نهایت یک خودروی کوچک و مشاوره تلفنی از منزل بود. اولین دختر آلن، فرانسیس ماریون، در زمان حضور آنها در آنجا به دنیا آمد.
در سال ۱۹۱۰، خانواده آلن به چند مایلی شرق به گلدزبورو، تگزاس، جایی که دختر دومشان، شیلا امری، به دنیا آمد، نقل مکان کردند. در سال ۱۹۱۲، آنها دوباره به نیوآرک، تگزاس، در حدود ۲۰ مایلی شمال غربی فورت ورث نقل مکان کردند. در دسامبر ۱۹۱۳، آلن‌ها قصد داشتند به عنوان مبلغین مذهبی به چین بروند که والتر به‌طور غیرمنتظره‌ای در طی عمل جراحی برای برداشتن سنگ کلیه درگذشت.
دیزی امری آلن که در ۳۷ سالگی خود را بیوه شده بود، دو فرزند خردسال خود را برداشت و به فورت ورث بازگشت. او به عنوان استاد بالینی بیماری‌های کودکان در کالج پزشکی فورت ورث خدمت کرد تا اینکه دانشگاه فورت ورث در سال ۱۹۱۷ بسته شد و دانشکده پزشکی آن، با کالج پزشکی بیلور ادغام شد. او با دو پزشک مرد در ساختمان بانک ملی فورت ورث مطبی دایر نمود، سپس در سال ۱۹۳۱ مطب خود را برای خدمت به زنان و کودکان در ساختمان جدید هنرهای پزشکی افتتاح کرد.
دیزی ایمری آلن در بخش ستادی بیمارستان‌های هریس، آل سنتز و سنت جوزف در فورت ورث خدمت کرده او همچنین بیماران را در کلینیک‌های رایگان در بیمارستان شهر و مرکز وسلی درمان کرد، جایی که بسیاری از نوزادان فورت ورت را به دنیا آورد. او یکی از اعضای بنیانگذار آکادمی پزشکی فورت ورت، عضو انجمن پزشکی شهرستان تارانت ، انجمن بهداشت روانی شهرستان تارانت ، انجمن زنان پزشکی آمریکا و عضو زندگی انجمن پزشکی تگزاس بود. او همچنین یکی از اعضای اولیه اتاق بازرگانی فورت ورت بود.
او یکی از اعضای اتحادیه زنان رای‌دهنده بود. او با دخترانش سفرهای زیادی به آمریکا و اروپا کرد و آنها را به راهپیمایی‌های سیاسی برد. با نفوذ مادر، دخترش، فرانسیس، یک مددکار اجتماعی و مدافع پیشگام رفاه کودکان در تگزاس و ایلینوی شد.

## بازنشستگی و مرگ
فرانسیس دیزی امری آلن در سال ۱۹۵۰ با بیش از نیم قرن فعالیت از پزشکی بازنشسته شد. او در دسامبر ۱۹۵۸ بر اثر بیماری قلبی در فورت ورث درگذشت و در گورستان گرینوود در فورت ورث به خاک سپرده شد. پس از مرگش، او دارای املاک گسترده‌ای در شهرستان‌های رانلز، کالاهان و تارانت بود که به جای پرداختی از بیماران، پذیرفته بود. نام او توسط کمیسیون تاریخی تگزاس در محل کالج پزشکی فورت ورث، در نزدیکی تقاطع خیابان‌های ۴ و جونز در مرکز شهر فورت ورث ثبت شده است.